# Ofiüc (astrologia)

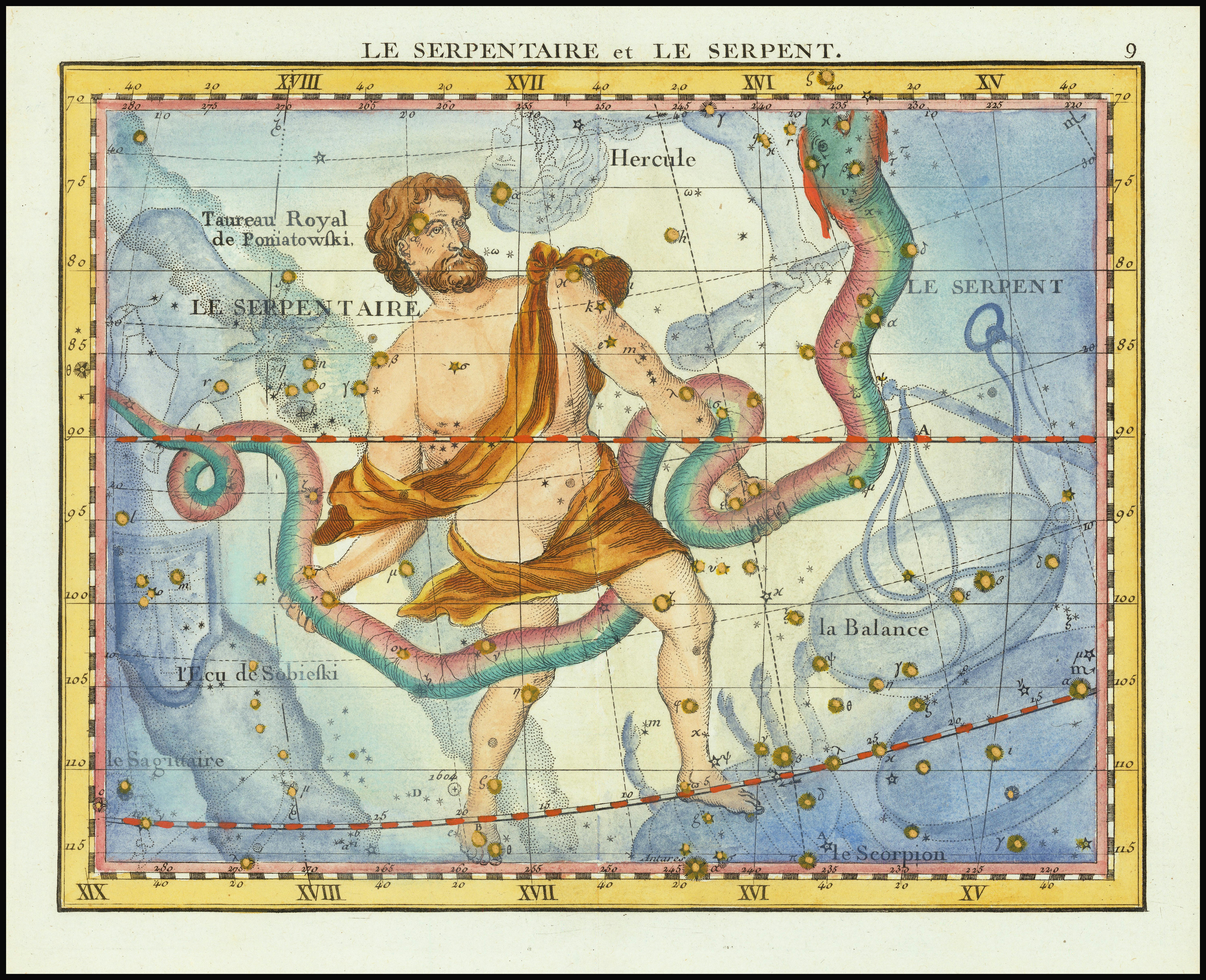
El serpentari i la serp. Il·lustració en el llibre de l'astrònom britànic John Flamsteed del 1776 que mostra la posició de la constel·lació d'Ofiüc ('el portador de la serp') amb els seus peus sobre l'eclíptica, a l'esquerra de les constel·lacions de la Balança i l'Escorpió, i a la dreta del Sagitari. Ofüc càrrega la serp, que comprèn la constel·lació de Serpens; composta per Serpens cauda ('cua de la serp'), el cap a la dreta, i Serpens caput ('cap de la serp'), la cua a l'esquerra.

Segons alguns astròlegs, Ofiüc (⛎), també conegut com el serpentari o el portador de la serp (del grec Ὀφιοῦχος, Ophioukhos), és un tretzè signe zodiacal.
La idea d'Ofiüc com a signe astrològic va ser presentada el 1970 per Steven Schmidtt i després represa el 1995 per Walter Berg, qui s'atribueix la fundació del zodíac de tretze signes, un sistema astrològic inspirat en el zodíac sideral.
La notícia de la incorporació oficial d'un tretzè signe a la roda del zodíac tropical ha circulat d'ençà del 2011 per diferents mitjans de comunicació i és considerada com una falsa alarma.

## Context

### Astrologia occidental
Els signes del zodíac (del grec zōidiakòs kýklos, "roda o cicle dels animals") són dotze divisions de trenta graus de l'eclíptica per la qual cosa no corresponen ni han de ser confosos amb els aplecs de cossos celestes que són les constel·lacions. No obstant això, si bé els signes del zodíac s'associen a constel·lacions, l'astrologia occidental es basa en els moviments de les planetes en el sistema solar en les 12 divisions de l'eclíptica creades a partir del punt d'Àries (o Vernal) com a marcador celeste de l'equinocci de març. En aquest esguard, les dotze divisions comencen i acaben en el punt d'Àries. Així, les dates en les quals el sol està dins dels límits d'una constel·lació astronòmica no corresponen a les dates en les quals està dins dels límits d'un signe astrològic.
Aquest ordenament va ser realitzat a Mesopotàmia durant l'imperi caldeu, al voltant del 500 aC, quan s'afegí al zodíac d'aquest llavors (creat segles abans i compost per vuit signes) quatre nous signes, dits avui els cardinals: Àries, Càncer, Lliura i Capricorn, configurant d'aquesta manera les 12 divisions en parts iguals de la roda dels animals sobre la base dels punts cardinals del Sol que determinen el començ de les estacions; això és, els moments que corresponien als equinoccis (Àries i Lliura) i solsticis (Càncer i Capricorn) en l'hemisferi nord.
Avui dia, a causa de la precessió dels equinoccios, quan el Sol passa de l'hemisferi sud celeste a l'hemisferi nord (equinocci de març), el punt d'Àries en l'eclíptica no se situa al començament de la constel·lació d'Àries sinó sobre la constel·lació dels Peixos.

### Astronomia

Imatge de la constel·lació d'Ofiüc i l'eclíptica, la major part de la constel·lació se situa al nord d'aquesta.

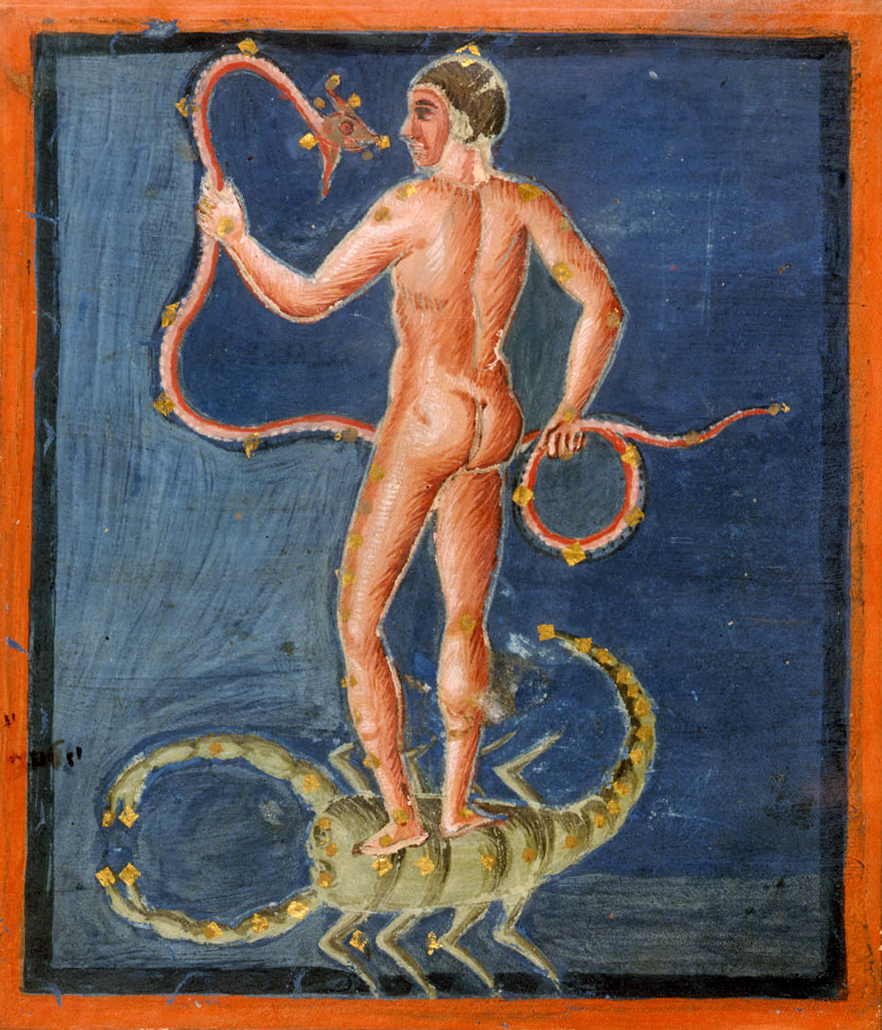
El serpentari (o portador de la serp) i la serp sobre escorpí. Il·lustració en el Aratea de Leiden, circa 825 dC.

La constel·lació d'Ofiüc és una de les 48 constel·lacions antigues reconegudes pels grecs al voltant del segle V a.C, els quals van heretar aquest coneixement dels caldeus. Els grecs van ser els qui van associar Ofiüc a Esculapi, tractant la constel·lació com una representació en el cel de la deïtat de la medicina i la guarició.
La Unió Astronòmica Internacional va aprovar la posició i límits moderns d'Ofiüc en la seva tercera reunió de 1928, publicada el 1930.
La major part de la constel·lació se situa al nord de l'eclíptica. La part sud de la constel·lació (que corresponen als peus del portador) —que parteix de η Ophiuchi (o Sabik) fins a Theta Ophiuchi— creua l'eclíptica, entre les constel·lacions del Sagitari (a l'oest) i la de l'Escorpió (a l'est).

## Ofiüc com a signe astrològic
La idea d'Ofiüc com un tretzè signe zodiacal va sorgir el 1970 quan Steven Schmidt va argumentar en el seu llibre Astrology 14: How to Cast and Interpret It sobre l'existència de catorze signes zodiacals. Basant-se en el trànsit del Sol en les constel·lacions de l'eclíptica, va postular la idea d'afegir dos nous signes astrològics als dotze de l'astrologia occidental: Ofiüc (del 6 al 31 de desembre) i Cetus (de 12 de maig al 6 de juny).
Prop de dues dècades després, la idea va ser represa el 1995 per l'astròleg britànnic Walter Berg quan va publicar el seu llibre The 13 Signs of the Zodiac. Berg s'atribueix la fundació del zodíac de tretze signes com a part d'una astrologia sideral.
El 2011 l'astrònom Parke Kunkle de la Societat del Planetari de Minnesota (MPS, sigles en anglès) va comentar en una entrevista al Star Tribune que el Sol transita al llarg de tretze constel·lacions. Va indicar dates per al trànsit del Sol sobre les tretze constel·lacions de l'eclíptica i va incloure Ofiüc en el període que va del 30 de novembre fins al 17 de desembre. La notícia va causar enrenou en alguns sectors puix que diversos mitjans van mal interpretar i van propagar la notícia que un astrònom recomanava als astròlegs d'incloure un tretzè signe en les seves interpretacions astrològiques.
El 2016 i 2020 la notícia d'Ofiüc com a nou signe astrològic novament va atreure l'atenció de mitjans en diferents parts del món. El 2020 la designació del nou signe es va atribuir a l'Administració Nacional d'Aeronàutica i l'Espai (NASA) dels Estats Units. El 16 de juliol de 2020 la NASA es va pronunciar sobre aquest tema: «No, no hem canviat el zodíac. Quan els babilonis van inventar les constel·lacions [signes del zodíac] fa 3000 anys, van optar per ometre un tretzè signe».

### Zodíac de 13 signes de Walter Berg
Segons Walter Berg, en el zodíac sideral de tretze signes basat en el trànsit del Sol sobre les constel·lacions de l'eclíptica, la constel·lació de l'Ofiüc comença el 29 o 30 de novembre i acaba el 17 de desembre. Segons Berg, els signes astrològics restarien de la següent manera:
- Àries - del 19 d'abril al 13 de maig
- Taure - del 14 de maig al 19 de juny
- Bessons - del 20 de juny al 20 de juliol
- Càncer - del 21 de juliol al 9 d'agost
- Lleó - del 10 d'agost al 15 de setembre
- Verge - del 16 de setembre al 30 d'octubre
- Balança - del 31 d'octubre al 22 de novembre
- Escorpió - del 23 al 29 de novembre
- Ofiüc - del 30 de novembre al 16 de desembre
- Sagitari - del 17 de desembre al 18 de gener
- Capricorn - del 19 de gener al 15 de febrer
- Aquari - 16 de febrer a l'11 de març
- Peixos - del 12 de març al 18 d'abril